# Kepler-33b
Kepler-33b je exoplaneta obíhající kolem hvězdy Kepler-33 v souhvězdí Labutě. Je jednou z pěti planet v tomto systému a nachází se nejblíže své mateřské hvězdě.
Kepler-33b byl potvrzen jako exoplaneta 26. ledna 2012 v rámci studie, která zahrnovala celkem 26 nových planet v 11 různých planetárních systémech. Kepler-33b byl objeven tranzitní metodou, kdy planeta přechází před svou mateřskou hvězdou a způsobuje malé poklesy její jasnosti.
Kepler-33b obíhá kolem hvězdy Kepler-33 spolu se čtyřmi dalšími planetami. Celý systém je velmi kompaktní – všechny planety obíhají blíže k hvězdě než Merkur obíhá kolem Slunce.
Všechny planety v tomto systému mají velmi krátké oběžné dráhy a nacházejí se mimo obyvatelnou zónu, což znamená, že na jejich povrchu pravděpodobně nemůže existovat kapalná voda.

## Charakteristika
Kepler-33b patří mezi exoplanety typu mini-Neptun s poloměrem přibližně 1,79násobku poloměru Země (0,16 RJ). Přesná hmotnost planety není známa, ale pravděpodobně se jedná o planetu s hustou atmosférou složenou převážně z vodíku a hélia.

### Orbita
Planeta má téměř kruhovou dráhu s excentricitou 0 a oběžnou dobu 5,66793 dne. Její velká poloosa je 0,0677 AU, což znamená, že je mnohem blíže ke své hvězdě než Merkur ke Slunci.

### Povrchové podmínky
Povrchová gravitace Kepler-33b se odhaduje na 3,6 g, což je více než trojnásobek gravitace na Zemi. Kvůli své blízkosti k mateřské hvězdě je planeta pravděpodobně vystavena extrémním teplotám, přičemž průměrná teplota může přesahovat 1000 K. Přesná hodnota závisí na albedu a atmosférických vlastnostech planety.

## Význam objevu
Kepler-33b byl součástí jednoho z prvních systémů s více planetami objevených misí Kepler. Studie této planety pomohla vědcům lépe pochopit, jak se vyvíjejí systémy s více planetami v těsné blízkosti svých mateřských hvězd.